# Regensburger Hof

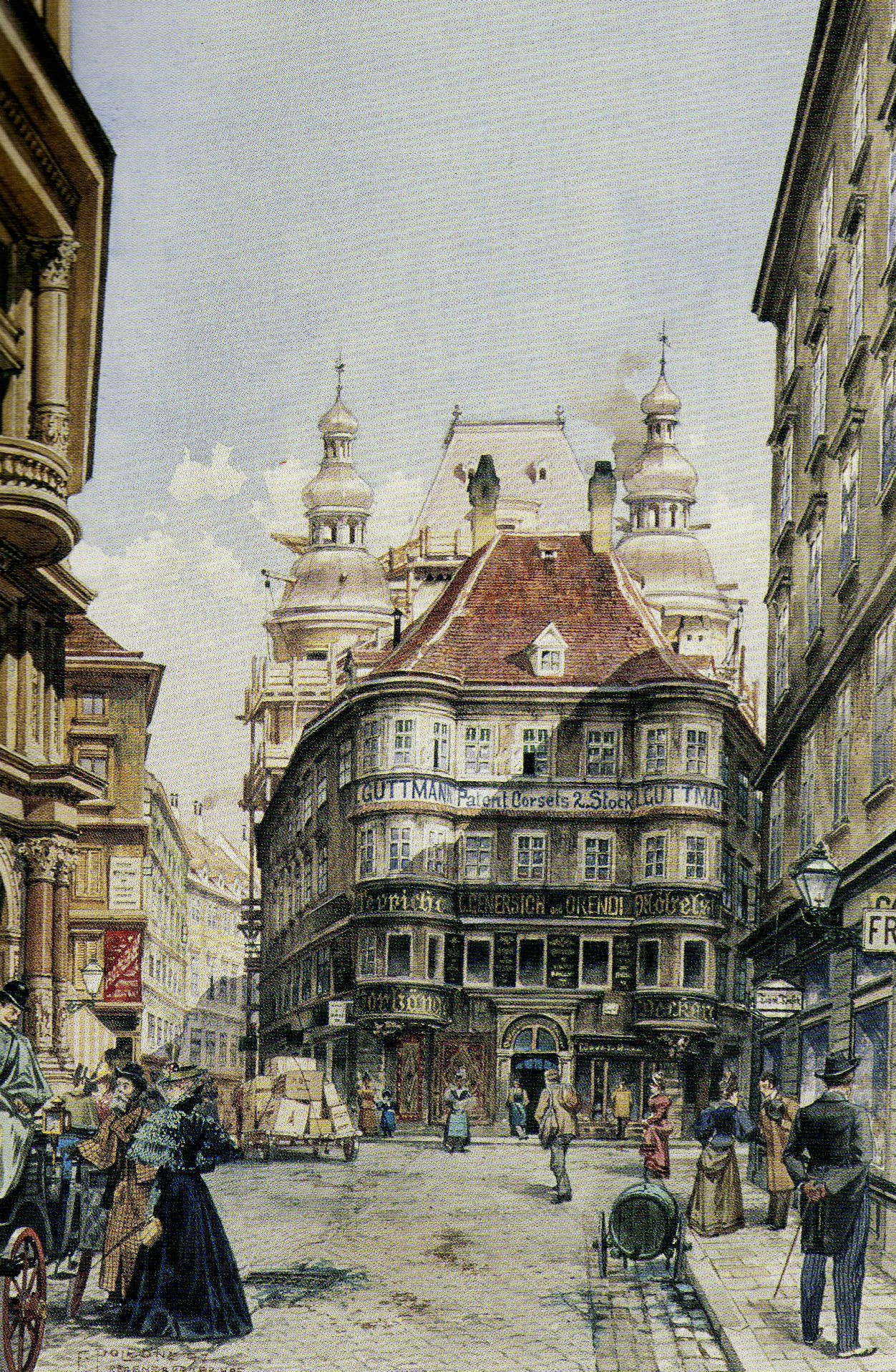
Alter und neuer Regensburger Hof 1897 Aquarell von Franz Poledne

Der Regensburger Hof am Lugeck war über Jahrhunderte der Stapelplatz und Einkehrgasthof der Regensburger Kaufleute in Wien.

## Geschichte
Das aus dem 14. Jahrhundert stammende, vielfach umgebaute Gebäude war unter anderem Ort eines historischen Treffens zwischen Kaiser Friedrich III. und dem Ungarnkönig Matthias Corvinus im Februar 1470. Es wurde im Zuge des gründerzeitlichen Stadtumbaus Wiens 1896 trotz zahlreicher Proteste abgerissen. Der 1897 errichtete Nachfolgebau (Lugeck 4), ein Geschäftshaus von Architekt Neumann, versucht die Formensprache des zerstörten historischen Gebäudes aufzunehmen, allerdings rein äußerlich und in etwa doppeltem Maßstab.
In dem alten sowie neuen Regensburger Hof befand sich früher das Teppichhaus C. Genersich & Orendi, das ein k.u.k. Hoflieferant war. Ab 2008 war die Little Buddha Bar dort angesiedelt. Seit 2014 wird an diesem Standort das Gasthaus „Lugeck“ der Gastronomie-Dynastie Figlmüller betrieben.

## Literatur

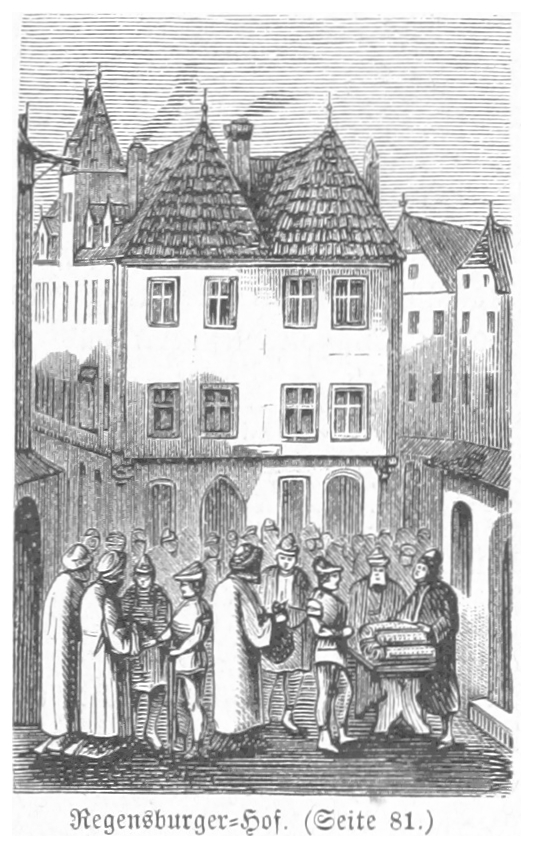
Der Regensburger Hof im Spätmittelalter
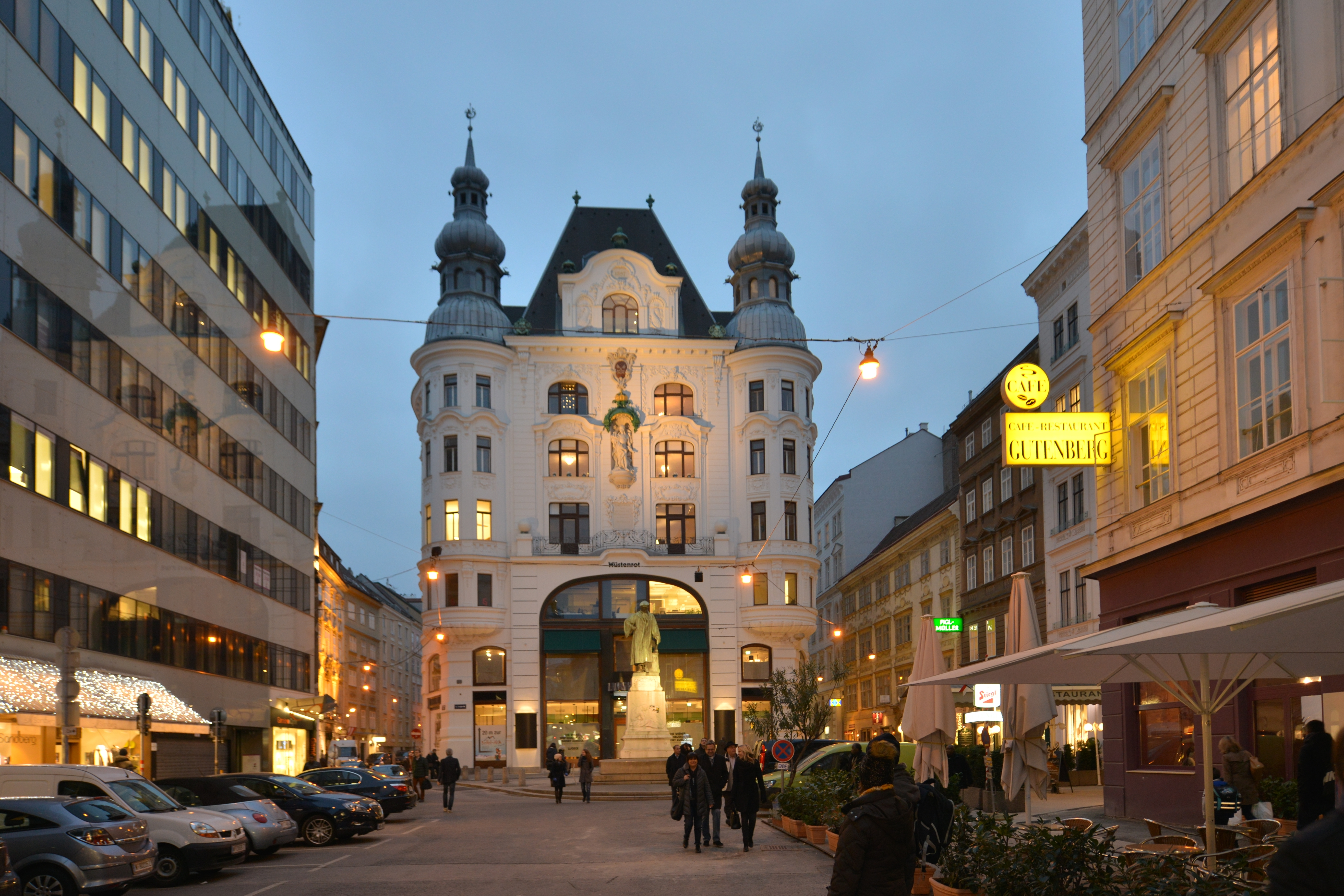
Regensburger Hof, 2014
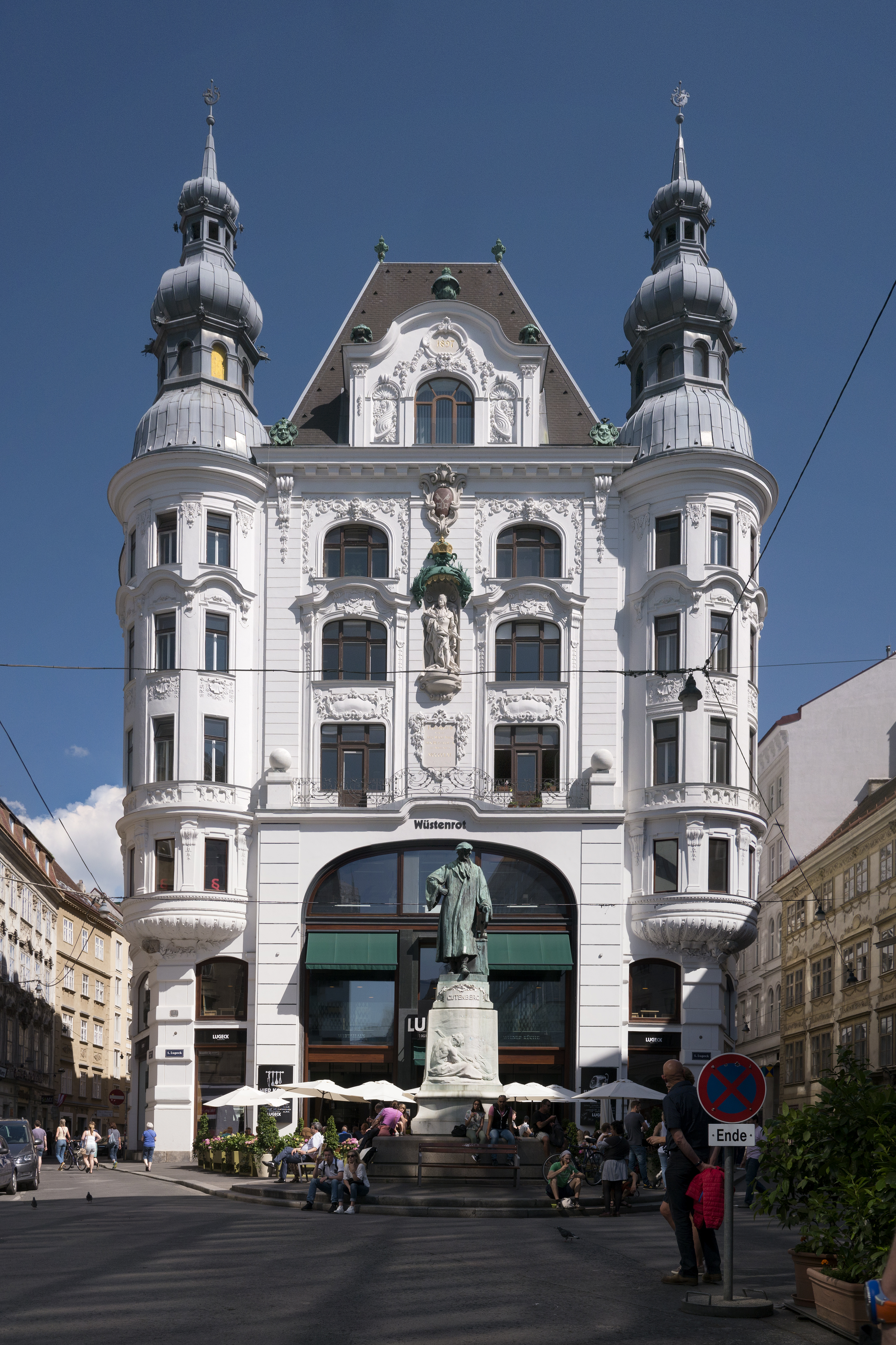
Regensburger Hof, 2016